# RFU Championship 2000-01
La RFU Championship 2000-01 fue la decimocuarta edición del torneo de segunda división de rugby de Inglaterra.

## Sistema de disputa
Los equipos se enfrentaran todos contra todos en condición de local y de visitante, totalizando 26 partidos en la fase regular.

## Clasificación
| Pos. | Equipo                      | Encuentros | Encuentros | Encuentros | Encuentros | Tantos | Tantos | Tantos | PB | PB | Puntos |
| Pos. | Equipo                      | PJ         | PG         | PE         | PP         | F      | C      | Dif    | BO | BD | Puntos |
| ---- | --------------------------- | ---------- | ---------- | ---------- | ---------- | ------ | ------ | ------ | -- | -- | ------ |
| 1    | Leeds Tykes                 | 26         | 24         | 0          | 2          | 1,032  | 407    | 625    | 19 | 1  | 116    |
| 2    | Worcester Warriors          | 26         | 23         | 1          | 2          | 844    | 387    | 457    | 17 | 1  | 112    |
| 3    | Exeter Chiefs               | 26         | 14         | 0          | 12         | 677    | 563    | 114    | 6  | 9  | 71     |
| 4    | Wakefield RFC               | 26         | 15         | 0          | 11         | 568    | 503    | 65     | 3  | 7  | 70     |
| 5    | Coventry RFC                | 26         | 14         | 0          | 12         | 565    | 604    | –39    | 6  | 4  | 66     |
| 6    | London Welsh                | 26         | 13         | 0          | 13         | 525    | 616    | –91    | 6  | 6  | 64     |
| 7    | Henley RFC                  | 26         | 12         | 2          | 12         | 517    | 589    | –72    | 7  | 3  | 62     |
| 8    | Manchester Rugby Club       | 26         | 12         | 0          | 14         | 471    | 549    | –78    | 4  | 1  | 53     |
| 9    | Birmingham and Solihull RFC | 26         | 7          | 5          | 14         | 427    | 481    | –54    | 9  | 1  | 48     |
| 10   | Moseley RFC                 | 26         | 9          | 2          | 15         | 497    | 646    | –149   | 4  | 3  | 47     |
| 11   | Bedford Blues               | 26         | 9          | 1          | 16         | 463    | 616    | –153   | 7  | 2  | 47     |
| 12   | Otley RUFC                  | 26         | 9          | 1          | 16         | 455    | 630    | –175   | 6  | 2  | 46     |
| 13   | Orrell Anvils               | 26         | 8          | 1          | 17         | 437    | 661    | –224   | 10 | 2  | 46     |
| 14   | Waterloo RFC                | 26         | 6          | 1          | 19         | 450    | 676    | –226   | 6  | 3  | 35     |

|  | Campeón.                            |
|  | Descendidos a la National League 1. |

| Bandera de Inglaterra |
| Campeón Leeds Tykes   |
| Primer título         |